# 佐佐木照元
佐佐木照元，日本书法家。她随其父佐佐木志津摩学习书法，成为漢字及假名书法大师。她的风格倾向于强调轮廓而非明暗变化。在其丈夫死后，她出家为尼姑，并成为日本高层贵族男女中备受尊敬的教师。